# Teuntje Schaefers
Teuntje Schaefers (Hoofddorp, 29 april 1988) is een voormalige Nederlandse handbalster die voor het laatst uitkwam in de Nederlandse eredivisie voor VOC.

## Individuele prijzen
- Linkeropbouwspeelster van het jaar van de Eredivisie: 2008/09